# Граничний дохід
Граничний дохід, гранична виручка, маржинальна виручка (англ. Marginal revenue, MR) — додатковий дохід, який отримує фірма від виробництва додаткової одиниці продукції. Якщо продукцію вдається реалізувати за незмінною ціною, то дохід від продажу кожної додаткової одиниці дорівнює цій ціні. Звичайно ж фірмі приходиться згодом знижувати ціну, щоб підвищити обсяг попиту (відповідно до закону попиту), тому в міру продажу нових одиниць продукції граничний дохід знижується. Мікроекономічна теорія стверджує, що для максимізації валового прибутку фірмі варто розширювати або скорочувати виробництво даного виду продукції доти, доки граничний дохід не зрівняється з граничними витратами.

## Граничний та маржинальний дохід
Через особливості перекладу термінів в українській мові виникла певна плутанина з граничним доходом та маржинальним доходом. «Граничний» та «маржинальний» — варіанти перекладу англійського слова marginal, тому з цієї позиції «граничний дохід» і «маржинальний дохід» мають бути синонімами. Але «граничний дохід» — термін з мікроекономіки (якому присвячена ця стаття), англійською він виглядає як Marginal revenue (MR) — «гранична виручка», «граничний виторг», «граничний дохід».
Маржинальний дохід (англ. Contribution margin) або «вклад на покриття», або «валовий прибуток» — це термін з фінансового менеджменту і управління підприємством, який означає перевищення доходів над змінними витратами.